# Markovics Tamás
Markovics Tamás (Budapest, 1975. július 16.–) magyar színész, énekes, szinkronszínész.

## Élete
1990 óta szinkronizál. 1992-ben a Magyar Televízió Vasárnapi Turmix Pop20 című műsorában Rákay Philip mögött 3. helyezést ért el a „Műsorvezető kerestetik” versenyben. Láthattuk szerkesztő-műsorvezetőként a Nap Tv – Napnyugta kulturális műsoraiban 1994–95-ben. Az RTL Klubon 2001-től 2003-ig volt a Játékzóna, a Csak egy szavadba kerül, és a Teleparti című műsorok műsorvezetője.
A Transformers trilógiában Sam Witwicky, a Zsivány Egyes – Egy Star Wars-történet-ben Cassian Andor, a Smallville-ben a fiatal Superman és az Így jártam anyátokkal című sorozatban Barney Stinson magyar hangja, valamint Zac Efron is általában az ő hangján szokott megszólalni.

## Szinkronszerepei

### Anime/Rajzfilm szinkronszerepek
- A Simpson család – Bart Simpson (2. hang)
- A Hihetetlen család – táskatolvaj
- A Lego Ninjago film – Kai
- A kis hableány – A kezdet kezdete - Hadarka (Rob Paulsen)
- Amerikai fater - Jeff Fischer
- Atlantisz – Az elveszett birodalom - Milo James Thatch (Michael J. Fox)
- A.T.O.M. – Alpha Teens On Machines - Hawk
- Ben 10: Ultimate Alien – Ben Tennyson
- Ben 10 és az idegen erők – Ben Tennyson
- Ben 10: Omniverzum – Tini Ben Tennyson
- Bébi bolondos dallamok - Floyd
- Batman – Piros Sisak ellen – Piros Sisak (Jensen Ackles)
- Bakugan Gundalian Invaders – Jesse Glenn
- BeyWheelz – Jake
- Bleach – Kojima Mizuiro
- Bubbi Guppik – Nonny (3. Évad)
- Csillag kontra Gonosz Erők – Marco Diaz (Adam McArthur)
- Cyberpunk: Edgerunners – David Martinez
- D.Gray-man – Daisya Barry
- Death Note – Mello
- Dexter laboratóriuma – Dexter (2. hang)
- D.I.C.E. – A mentőcsapat – Tak Carter
- Digimon Adventure – Tsunomon/Gabumon/Garurumon/Weregarurumon
- Dóra, a felfedező – Csizi (Harrison Chad)
- Dragon Ball Z – Son Goten (289-291. rész)
- Dragon Ball GT – Son Goten
- Dragon Ball Super – Hit
- Égenjárók – Kanami Yuuichi (Nick Burns)
- Én kicsi pónim: Varázslatos barátság – Shining Armor
- Én kicsi pónim – Equestria lányok – Flash Sentry
- Fantasztikus Négyes (2006) – Fáklya
- Fixi, Foxi és barátaik – Fixi
- Full Metal Panic! – Sagara Sousuke
- Full Metal Panic? Fumoffu – Sagara Sousuke
- Fullmetal Alchemist – Denny Brosh őrmester
- Félix cica es barátai — Félix, a macska
- Galactik Football – Micro-Ice
- Gumball csodálatos világa – Breki tanár úr (2. hang)
- Ghost in the Shell: Stand Alone Complex – Tachikoma
- Gondos Bocsok – Utazás Mókavárosba – Grumpy (Robert Tinkler)
- Hamis cica – Kölyök (Kyle Soller)
- Hellsing – Paul Wilson
- InuYasha – Miroku
- Jimmy Cool – Jimmy Two-Shoes
- Johnny Test – Johnny Test
- Kid vs. Kat – Coop Burtonburger
- Korra legendája – Bolin
- L’ecsó – Linguini (Lou Romano)
- Lego Ninjago: A Spinjitzu mesterei – Kai
- LoliRock – Matt (Alexadre Nguyen)
- MetaJets – Johnny
- MegaMan NT Warrior – bandatag
- Miles a jövőből – Rugles
- Monte Cristo grófja – Albert de Morcerf
- Naruto (Jetix/Animax) – Mizuki
- Nodame Cantabile – Tanioka Hajime
- Oban csillagfutama – szerelő
- Az Oroszlán őrség – Cheezi (Vargus Mason)
- Parkműsor – Benson (Sam Marin)
- Penn Zero, a félállású hős – Polgármester (Kumail Nanjiani)
- Pokémon: – James (2. hang) (Gyémánt és Gyöngy), Tracey, Seymour
- Randy Cunningham: Kilencedikes nindzsa – Randy Cunningham
- Rejtélyek városkája – Dipper Pines
- Rómeó és Júlia – Rómeó
- Scooby-Doo és az idegen megszállók – Steve (Mark Hamill)
- Slayers – A kis boszorkány – Hallas Lyes
- Slugterra - Will Shane
- Soul Eater – Lélekfalók – Hero
- South Park – Kenny McCormick (Matt Stone)
- Szarvas osztag – Ian (Mr. Lawrence)
- Szipi és Szuper - Diamondo (Joseph Balderrama)
- Supa Strikas – Shakes (Disney Channeles szinkron) (Nolan Balzer)
- Szuper robotmajomcsapat akcióban! – Suppa
- S.T.R.A.M.M. – A kém kutya – Dudley (Jerry Trainor)
- Tini titánok: Gubanc Tokióban – Robin
- Tojáskaland – Toto
- Totál Dráma – Noah
- Transformers: Robots in Disguise – Vertebreak, Arnold
- Tündéri keresztszülők – Cosmo és Csiribu (Nickelodeon)
- Verdák 3. – Brick Yardley
- Villámmacskák (2011) – Leon-O
- Yu Yu Hakusho – A szellemfiú – Touya
- Zhu Zhu – Squiggles úr
- Scooby-Doo! Rejtély a bajnokságon – Fred Jones
- Gorcsok és Gumblik – Willi
- Szivárványos egyszarvú pillangó cica - Timmy a Kráken
- Voltron: Legendary Defebder -- Keith Kogane
- Van remény a boldogságra - Kiyoka Kudo

### Sorozat-szinkronszerepek
- 90210: Ty Collins – Adam Gregory
- Acapulco szépe: Junior - Roberto Assad
- Alice új élete: Lionel Mantero – Romain Deroo
- Amíg még élünk: Jo – Steve John Shepherd
- Amika: Jan – Ken Verdoodt
- Andor: Cassian Andor – Diego Luna
- A csábítás földjén: Timoteo - Paul Stanley (1. és 2. szinkron)
- A család apraja nagyja: Alberto – Iván Santos
- A Donnelly klán: Sean Donnelly – Michael Stahl-David
- A Fagyos folyó lovasa: Colin McGregor – Brett Climo
- A farm ahol élünk: John Sanderson jr. Edwards – Radames Pera
- A férfi fán terem: Patrick Bachelor – Derek Richardson
- A fiúk a klubból: Ethan Gold – Fabrizio Filippo
- A Narancsvidék: Ryan Atwood – Benjamin McKenzie
- Apám a fogdoki: Nick Harper – Kris Marshall
- Az első csók: Jérôme – Fabien Remblier
- Az igazak ügyvédje: Lyle Anderson – Karl Davies
- Azok a 70-es évek show: Michael Kelso – Ashton Kutcher
- Álmodj velem!: Rodolfo Soler – Daniel Tovar
- Balfék körzet: Gonzalo Montoya – Aitor Luna
- Baywatch: Logan Fowler – Jason Simmons (2. hang)
- Beverly Hills 90210: Matt Durning – Daniel Cosgrove
- Bor és hatalom: Gabriel Montsolís – Miguel Sitjar
- Chris Isaak Show: Cody Kurtzman – Greg Winter (első hang)
- Címlapsztori (Ugly Betty, Ki ez a lány?): Matt Hartley – Daniel Eric Gold
- Clara: Matthias Meischberger – Nils Julius
- Csernobil: Borisz Sztoljarcsuk – Billy Postlethwaite
- Csacska angyal: Danilo 'Facha' – Diego Child
- Csillagkapu: Ötödik (8. évad) – Patrick Currie
- Dawson és a haverok: Dawson Leery – James Van Der Beek
- Derült égből egy család: Henrik Sandmann – Florian Fischer
- Dirty Dancing: Norman Bryant – Paul Feig
- Doki: Officer Nate Jackson – Richard Leacock
- Doktor Murphy (The Good Doctor): Dr. Jared Kalu – Chuku Modu
- Egy csaknem tökéletes apa (Un papá quasi perfetto) – Matteo Salvi - Luca Bastianello
- Elveszett legendák kalandorai: Nikko Zond – Ryan Merriman
- Erdészház Falkenauban: Markus Rombach – Michael Wolf
- Édes dundi Valentina: Aquiles Villanueva Mercouri – Carlos Álvarez
- Érzékeny ifjúság: Thomas Berson – Boris Vigneron
- Friday Night Lights - Tiszta szívvel foci: Jason Street – Scott Porter
- Futótűz: Matt Ritter – Micah Alberti
- Gimidili: Victor Kane – Miklos Perlus
- H2O: Egy vízcsepp elég: Lewis McCartney – Angus McLaren
- Így jártam anyátokkal: Barney Stinson – Neil Patrick Harris
- JAG-becsületbeli ügyek: Jason Tiner – Chuck Carrington
- Kaliforniai álom: Matt Garrison – Brent Gore
- Kedves ellenség: Ernesto Mendiola - Jorge Aravena
- Ki vagy, doki? (Az elkárhozottak utazása): Frame tengerészkadét – Russell Tovey
- Kínos: Matty Mckibben – Beau Mirchoff
- Lois és Clark – Superman legújabb kalandjai: Jimmy Olsen - Justin Whalin (első hang)
- Makoi hableányok: Cam – Dominic Deutscher
- Második esély: Roberto "Beto" Contreras – Arap Bethke
- McLeod lányai: Dave Brewer – Brett Tucker
- M, mint muskétás: Siroc – Mark Hildreth
- Mudpit: Vas Saranga – Reese/Dodge
- Nagymenők: Nicholas Fiske – Jackson Rathbone
- Ne hagyj el!: Adrián Olmedo - Osvaldo Benavides
- Odüsszeia: Neil Taggart – Christopher Gorham
- Organikus narancs: Yuri 'Orfo' Orfonzinski – Jay McCormack
- Otthonunk: Kim Hyde – Chris Hemsworth (első hang)
- Quinn doktornő: Matthew Cooper – Chad Allen (Hallmark verzió)
- Pacific Blue: Russ Granger – Jeff Stearns
- Parker Lewis sohasem veszít: Parker Lloyd Lewis – Corin Nemec
- Pasadena: Tom Bellow – Derek Cecil
- Pillangósziget: Greg – Mark Kounnas
- Pokolba a szépfiúkkal!: Alejandro Belmonte Arango - Eugenio Siller (2. hang)
- Providence: Robbie Hansen – Seth Peterson (Hallmarkos verzió)
- Reba: Van Montgomery – Steve Howey
- Rém rendetlen család: Sam Savage – Andrew Eiden
- Roswell: Max Evans – Jason Behr (2. hang)
- Sabrina a tini boszorkány: Josh – David Lascher
- Segítség, sztár lettem!: Jamie Andrews – Kristopher Turner
- Skins: Tony Stonem – Nicholas Hoult
- Smallville: Clark Kent – Tom Welling
- So little time - Az ikrek Malibuból: Larry Slotnick – Jesse Head
- Sophie - A nem kívánt jegyesség: York von Kettelaer – Kai Albrecht
- Sportakadémia: Fabrice – Cédric Dumont
- Star Trek: Az új nemzedék: Wesley Crusher – Wil Wheaton
- Sunset Beach: Sean Richards – Randy Spelling
- Szívtipró gimi: Charles 'Charlie' Byrd – Sebastian Goldspink
- Szulejmán: Szelim herceg (felnőtt) – Engin Öztürk
- Teen Wolf (Farkasbőrben) – Scott Mccall
- Testvérek (Brothers & Sisters): Justin Walker – Dave Annable
- Testvérek (Kardeşlerim): Kaan Atakul – Eren Ören
- Tényleg Maddy: Wesley Morgan – Brody Cooper
- Titokzatos Násztya: Prince Mikhail Repnin – Pyotr Krasilov
- Tökös csajok: Maus – Tim Sander
- Tuti gimi: Lucas Scott – Chad Michael Murray
- Valentina titka: 'Paquito' Francisco José Díaz - Pedro Rendón
- Vámpír akták: Mike Celluci – Dylan Neal
- Vészhelyzet: Dr. Ray Barnett – Shane West
- X csapat: Jesse Kilmartin – Forbes March (2. hang)
- Király páros: Boz – Adam Hicks                          ** Szulejmán: Szelim herceg (felnőtt) – Engin Öztürk
- Teen Wolf (Farkasbőrben) – Scott Mccall
- Testvérek (Brothers & Sisters): Justin Walker – Dave Annable
- Tényleg Maddy: Wesley Morgan – Brody Cooper
- Titokzatos Násztya: Prince Mikhail Repnin – Pyotr Krasilov

### Film-szinkronszerepek
- A legnagyobb showman: Philip Carlyle - Zac Efron
- Psycho II: Josh - Tim Maier
- Amerikai pite 4.: Brandon Vandecamp - Matt Barr
- Szerencsecsillag : Logan Thibault - Zac Efron
- Transformers: Sam Witwicky - Shia LaBeouf
- Transformers: A bukottak bosszúja: Sam Witwicky - Shia LaBeouf
- Transformers 3.: Sam Witwicky - Shia LaBeouf
- Disturbia: Kale Brecht - Shia LaBeouf
- Éberség: Clayton Beresford - Hayden Christensen
- Végső Állomás: (1. és 5. rész) Devon Sawa - Alexander Browning
- Gimiboszi: Paul Metzler - Chris Klein
- A dögös és a dög: Nate Cooper - Joel Moore
- Charlie St.Cloud halála és élete: Charlie St.Cloud - Zac Efron
- High School Musical 1-3: Troy Bolton - Zac Efron
- Elah völgyében: Dan Carmelli - James Franco
- South Park - Nagyobb, hosszabb és vágatlan: Kenny McCormick (Matt Stone) (Filmmúzeumos szinkron)
- A megvalósult álom: Tommy Wernicke - Keanu Reeves
- Rablóhal: Smokey - Nicolas Cage
- A Gyűrűk ura: Haldír - Craig Parker
- Cserebere szerencse: Jake Hardín - Chris Pine
- Közellenségek: Alvin Karpis - Giovanni Ribisi
- Boogie Nights: Eddie Addams/Dirk Diggler - Mark Wahlberg
- Túszdráma: Denis Kelly - Jonathan Tucker
- Még mindig tudom, mit tettél tavaly nyáron: Ray Bronson - Freddie Prinze Jr.
- Agyament Harry: Harvey Stern - Tobey Maguire
- Pleasentville: David - Tobey Maguire
- Rémecskék 3.: Josh - Leonardo DiCaprio
- Gyorsabb a halálnál: Kölyök - Leonardo DiCaprio
- Egy kosaras naplója: Jim Carroll - Leonardo DiCaprio
- Zsivány Egyes – Egy Star Wars-történet: Cassian Andor kapitány - Diego Luna
- Final Fantasy VII: Az eljövendő gyermekek: Cloud Strife - Sakurai Takahiro / Steve Burton
- Megint 17: Mike O'Dunnel 17 évesen – Zac Efron

### Tévésorozat szerepek
- Kisváros a Schengeni próba című részben (1999)
- Rizikó a Szentivánéj című részben (1993)